# Стилиди, Иван Сократович
Ива́н Сокра́тович Стили́ди (род. 1 апреля 1964, Сухуми, Абхазская АССР, Грузинская ССР, СССР) — российский хирург, онколог, член-корреспондент РАМН (2007), член-корреспондент РАН (2014), академик РАН (2019). С 2018 года директор ФГБУ «НМИЦ онкологии им. Н. Н. Блохина» («Онкоцентр на Каширке»). Главный внештатный специалист-онколог Минздрава России. Кавалер Ордена Дружбы. В 2021 году за заслуги в области здравоохранения и многолетнюю добросовестную работу награжден Орденом Почета. Лауреат Государственной премии Российской Федерации в области науки и технологий.

## Биография

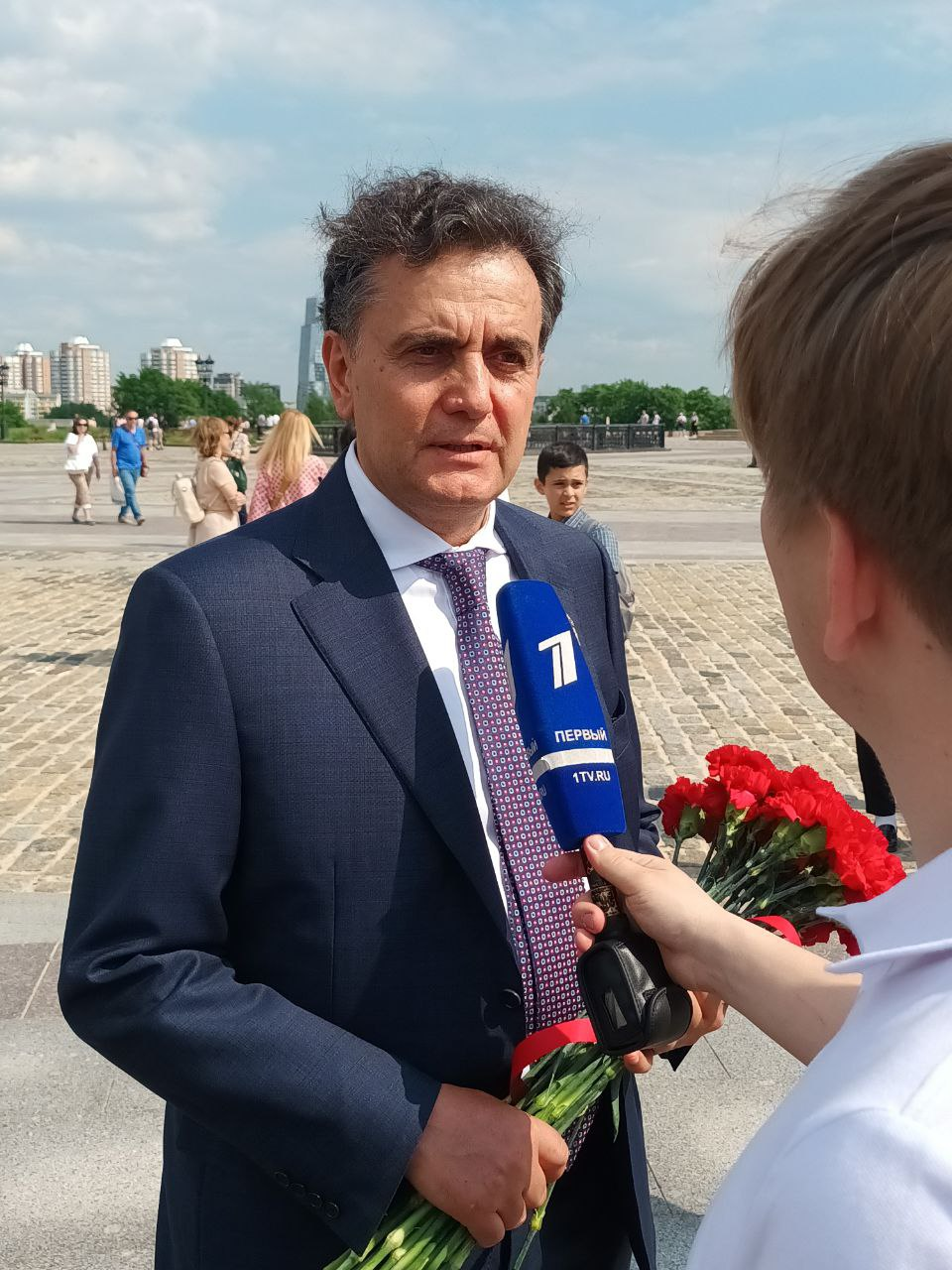
Интервью Ивана Стилиди Первому каналу

Родился 1 апреля 1964 года в городе Сухуми Абхазской АССР. Отец — Сократ Иванович Стилиди (1938), бывший прокурор Сухуми, старший советник юстиции, полковник, заслуженный юрист Абхазской республики. Мать — Ольга Филипповна Стилиди (1940), педагог. Дед по линии матери — Филипп Харлампиевич Клокиди (1913—1999) — инженер-горняк, награжден Орденом Трудового Красного Знамени, ветеран тыла, грек.
В 1981 году с золотой медалью окончил Сухумскую среднюю школу № 2. В 1988 году получил высшее образование во 2-м МОЛГМИ им. Н. И. Пирогова, по окончании которого ему была присвоена квалификация «врач-лечебник».
В течение всей своей профессиональной деятельности работает в ФГБУ «Национальный медицинский исследовательский центр онкологии им. Н. Н. Блохина» Минздрава России — крупнейшего в Европе онкологического центра, представляющего собой агломерацию 5-ти научно-исследовательских институтов.
Начинал, ещё будучи абитуриентом, в 1981 году, санитаром операционного блока, затем в студенческие годы, до 1988 года работал медбратом. С 1988 по 1992 год — врач, хирург отделения торакальной онкологии. В 1992 году защитил диссертацию на соискание ученой степени кандидата медицинских наук на тему «Экстренные повторные операции в онкологической торакальной клинике». С 1992 по 1998 год работал старшим научным сотрудником хирургического отделения торакальной онкологии. С 1998 по 2005 год — ведущий научный сотрудник хирургического отделения торакальной онкологии. В этот период в 2002 году защитил диссертацию на соискание ученой степени доктора медицинских наук на тему «Стратегия хирургии рака пищевода». В 2005 году решением ВАК присвоено ученое звание «профессор» по специальности 14.00.14 — «Онкология». В 2005 году возглавил отделение брюшной онкохирургии НИИ клинической онкологии. В 2007 году избран членом-корреспондентом РАМН по специальности «Онкохирургия» отделения клинической медицины. В 2014 году избран членом-корреспондентом РАН по специальности «Онкохирургия» отделения медицинских наук РАН, секция клинической медицины. По ноябрь 2017 года возглавлял отделение брюшной онкохирургии НИИ клинической онкологии и хирургическое отделение № 2 торако-абдоминальной онкологии НИИ детской онкологии (в период с 2006 по 2007 гг.).
С 29 ноября 2017 по 29 ноября 2018 год — и. о. директора ФГБУ «НМИЦ онкологии им. Н. Н. Блохина» Минздрава РФ. С 30 ноября 2018 года по настоящее время — директор ФГБУ «НМИЦ онкологии им. Н. Н. Блохина» Минздрава РФ.
Научно-практическую деятельность совмещает с педагогической работой. С 2000 по 2004 годы — ассистент кафедры онкологии РМАНПО Минздрава РФ. С 2004 года — профессор кафедры онкологии РМАНПО Минздрава РФ. С октября 2018 года — исполняющий обязанности, а с 2019 года — заведующий кафедрой онкологии и лучевой терапии лечебного факультета ФГБОУ ВО РНИМУ им. Н. И. Пирогова Минздрава России. Научный руководитель 14 диссертаций, защищенных на соискание ученой степени кандидата медицинских наук и 1 докторской диссертации.

## Научно-практическая деятельность
Наследник и продолжатель известной во всем мире российской Школы онкохирургии — Школы Давыдова, «золотой скальпель России», виртуозно оперирующий больных, страдающих злокачественными опухолями магистральных сосудов и торако-абдоминальной локализации.
Хирургическое лечение больных раком пищевода и средостения, легкого, желудка, тонкой кишки, опухолями гепатопанкреатодуоденальной зоны и надпочечников, неорганными забрюшинными саркомами, злокачественными опухолями магистральных сосудов. Участвует в разработке новых методик расширенных и комбинированных операций для этой группы пациентов. Усовершенствовал методику субтотальной резекции пищевода с расширенной лимфодиссекцией и обосновал оптимальный хирургический доступ при различных уровнях поражения внутригрудного отдела пищевода. Детально разработал технические аспекты комбинированных хирургических вмешательств, в том числе с резекцией и протезированием аорты и нижней полой вены, что позволило спасать пациентов, ранее считавшихся неоперабельными.
Участвует в международных клинических исследованиях. Является автором методики спленосохранной гастрэктомии у больных раком желудка. Им отработаны технические аспекты комбинированных оперативных вмешательств (в том числе с резекцией и протезированием аорты и нижней полой вены) у больных неорганными забрюшинными саркомами.
Автор более 500 опубликованных научных трудов, индексируемых в РИНЦ, SCOPUS, WEB of Science, в том числе 5 монографий, 12 клинических рекомендаций и 1 руководство для практикующих врачей, 4 учебных пособия. Автор глав в книге «Инфекции в онкологии» и «Энциклопедия клинической онкологии», автор учебных фильмов. Большую известность в России и за рубежом приобрели его работы, посвященные хирургическому лечению больных раком внутригрудного отдела пищевода.
Имеет 3 патента на изобретения: «Хирургический ретрактор для доступа в область средостения». Свидетельство RUS 2254820 14.11.2003 г. Стилиди И. С., Рябов А. Б., Филатов И. И., Саланцов А. Ф. «Хирургический ретрактор» Свидетельство RUS 2372859 20.06.2008 г. Стилиди И. С., Рябов А. Б., Солонцов А. Ф., Гирев Е. А. Программа для ЭВМ «PLANETA — медицинская информация в клинической и экспериментальной радиологии». Свидетельство № 2019617905 24.06.2019 г. Долгушин Б. И., Стилиди И. С., Трофимов И. А., Виршке Э. Р., Бохян В. Ю., Лактионов К. К., Юдин Д. И., Лаптева М. Г., Колосов Е. А. Зарегистрировано 5 заявок на изобретения.
Под его руководством защищено 14 кандидатских и 3 докторских диссертаций.

## Научно-организационная деятельность
Как Главный внештатный специалист-онколог Минздрава России, курирует онкологические службы Южного, Северо-Западного, Уральского, Сибирского, Дальневосточного федеральных округов. По его инициативе и при непосредственном руководстве проводятся выездные мероприятия и осуществляется анализ паспортов онкологических служб субъектов Российской Федерации, на основании чего внесены предложения по созданию в регионах Центров амбулаторной онкологической помощи и маршрутизации пациентов. Им внесены предложения по созданию в регионах референсных центров по молекулярно-генетическому тестированию, предложена логистическая схема по доставке биоматериала из регионов в референсные лаборатории.
На посту директора ФГБУ «НМИЦ онкологии им. Н. Н. Блохина» многократно повысил доступность онкологической помощи федерального уровня для граждан России. В 2020 году под руководством И. С. Стилиди введены в эксплуатацию новые корпуса НИИ детской онкологии и гематологии «НМИЦ онкологии им. Н. Н. Блохина», заработал самый крупный в России трансплантационный центр для онкологически больных детей. В практику работы детского института внедрены новейшие международные протоколы, проводится молекулярно-генетическое тестирование пациентов для разработки персональных режимов лекарственного лечения, отработаны уникальные методики для пациентов в возрасте до года, в широкую практику введены органсохраняющие технологии, открыта реанимация для совместного пребывания пациентов с родителями.
В НИИ клинической онкологии НМИЦ онкологии им. Н. Н. Блохина (1000-коечная клиника для взрослых) проводятся все виды современного противоопухолевого лечения. Для россиян стали доступны органсохраняющие, реконструктивно-пластические (в том числе с использованием 3Д-печати), миниинвазивные (лапаро- и торакоскопические, роботасситированные), расширенные и уникальные операции, разработанные для спасения «неоперабельных» пациентов. Аккумулированы все виды современной диагностики — инструментальная (МРТ, ПЭТ-КТ) и лабораторная (цитологические, гистологические, микробиологические, генетические анализы). Внедрена практика работы мультидисциплинарных консилиумов, обновлен и расширен парк реакторов для проведения всех видов современной лучевой терапии.
В октябре 2021 года в Онкоцентре на Каширке открылось отделение радионуклидной терапии. Новые возможности в излечении своего заболевания получили и пациенты, нуждающиеся в лекарственном лечении злокачественных новообразований.
Проведена реорганизация химиотерапевтической службы Онкоцентра, позволившая углубить специализацию врачей и расширить возможности пациентов. В сентябре 2021 года в структуру Онкоцентра введено отделение централизованного разведения химиотерапевтических препаратов. Эта управленческая инновация позволила высвободить время и внимание медицинского персонала для непосредственной работы с пациентами, рационально использовать дорогостоящие препараты.
На новый уровень вышел эндоскопический центр НМИЦ онкологии им. Н. Н. Блохина. Оборудованный аналогично Национальному институту рака в Токио, центр предлагает пациентам с онкологическими заболеваниями уникальные диагностические методы и неинвазивные операции. Все специалисты эндоскопического центра НМИЦ онкологии им. Н. Н. Блохина прошли обучение в Японии.
По инициативе Ивана Стилиди расширяется международное сотрудничество НМИЦ онкологии им. Н. Н. Блохина. Подписаны соглашения с Министерством здравоохранения, труда и социального обеспечения Японии, с Онкологической Больницей Университета Академии Наук Китая (Онкологическая больница провинции Чжэцзян), Центром Интегративной онкологии (г. Кельн, Германия), «Национальным научным онкологическим центром» Министерства здравоохранения Республики Казахстан, с крупнейшим детским онкологическим госпиталем США Saint Jude. Развиваются совместные онкологические программы с ВОЗ (WHO), Международным противораковым союзом (UICC), Международным агентством по изучению рака (IARC), Организацией Европейских онкологических институтов (OECI).
Реорганизован научно-производственный филиал НМИЦ онкологии им. Н. Н. Блохина «Наукопрофи». Работа филиала приведена в полное соответствие с требованиями регламента промышленного производства лекарственных препаратов, ужесточены требования к качеству активных субстанций — закупается только вещество с остаточным сроком годности не менее 90 %, интенсифицирована работа производственных линий, что позволило в 2020 году полностью закрыть общероссийскую потребность в базовом противоопухолевом препарате «Винкристин».
Иван Стилиди является последовательным сторонником федерально-окружного принципа в организации онкологической помощи. По его словам, именно этот принцип позволит сделать онкопомощь действительно доступной для всех без исключения граждан России: «Доступность не в том, чтобы в каждом райцентре работала онкологическая больница, а в том, чтобы пациента без проволочек „маршрутизировали“ туда, где ему будет оказана максимально эффективная помощь». Попытку застроить страну онкологическими больницами считает нерациональной тратой государственных ресурсов, так как сами по себе эти объекты, не обеспеченные профессионалами высокого уровня и достаточным опытом для оказания качественной помощи, не способны решить задачи по снижению смертности населения от онкологических заболеваний, поставленные перед врачами правительством Российской Федерации. В качестве Главного Внештатного специалиста-онколога Минздрава РФ курирует работу онкологических диспансеров в Северо-Западном, Южном, Уральском, Сибирском и Дальневосточном федеральных округах. Сотрудники Онкоцентра регулярно выезжают в регионы не только с аудиторскими проверками, но и с мастер-классами, лекциями и семинарами, повышая уровень квалификации коллег на местах и пропагандируя принцип работы врачей «Каширки» — «не пациент для врача, а врач для пациента».
Член Московского общества онкологов, член Греческого общества по изучению рака легкого, член Международного общества по раку желудка. Член редколлегии журналов «Анналы хирургии», «Грудная и сердечно-сосудистая хирургия», «Вестник РОНЦ им. Н. Н. Блохина», «Онкология и радиология Казахстана», «Вместе против Рака». Председатель диссертационного ученого совета Д001.017.01, председатель Объединенного ученого совета ФГБУ «НМИЦ онкологии им. Н. Н. Блохина» Минздрава России, председатель ученого совета НИИ клинической онкологии имени академика РАН и РАМН Н. Н. Трапезникова.

## Награды
- Орден Почёта. Награждён указом Президента Российской Федерации за заслуги в области здравоохранения и многолетнюю добросовестную работу (18.06.2021)[2]
- Орден Дружбы. Указ Президента Российской Федерации «О награждении государственными наградами Российской Федерации» № 140 за большой вклад в развитие здравоохранения и многолетнюю добросовестную работу (01.04.2019)[3]
- Орден «Честь и слава» III степени (28 марта 2024 года, Абхазия) — за высокое профессиональное мастерство, вклад в развитие здравоохранения, организацию оказания медицинской помощи гражданам Республики Абхазия[4]
- Государственная премия Российской Федерации в области науки и технологий 2021 года. Присуждена за разработку профилактических и клинических методов, направленных на предотвращение заболеваний, снижение смертности и увеличение ожидаемой продолжительности жизни граждан (9 июня 2022)[5]
- Орден Русской Православной Церкви святителя Луки, исповедника, архиепископа Крымского III степени. Награждён решением Патриарха Московского и всея Руси Кирилла (30.10.2018)
- Высший орден общественного признания «Почётный гражданин России». Награждён постановлением Всероссийского комитета по общественным наградам и званиям при Межрегиональной общественной организации патриотического воспитания граждан «Гражданское общество» за многолетнюю плодотворную деятельность, способствующую развитию Российской Федерации (21.12.2019)
- Нагрудный знак «Отличник здравоохранения». Награждён приказом Министра здравоохранения (29.12.2018)

## Государственная премия

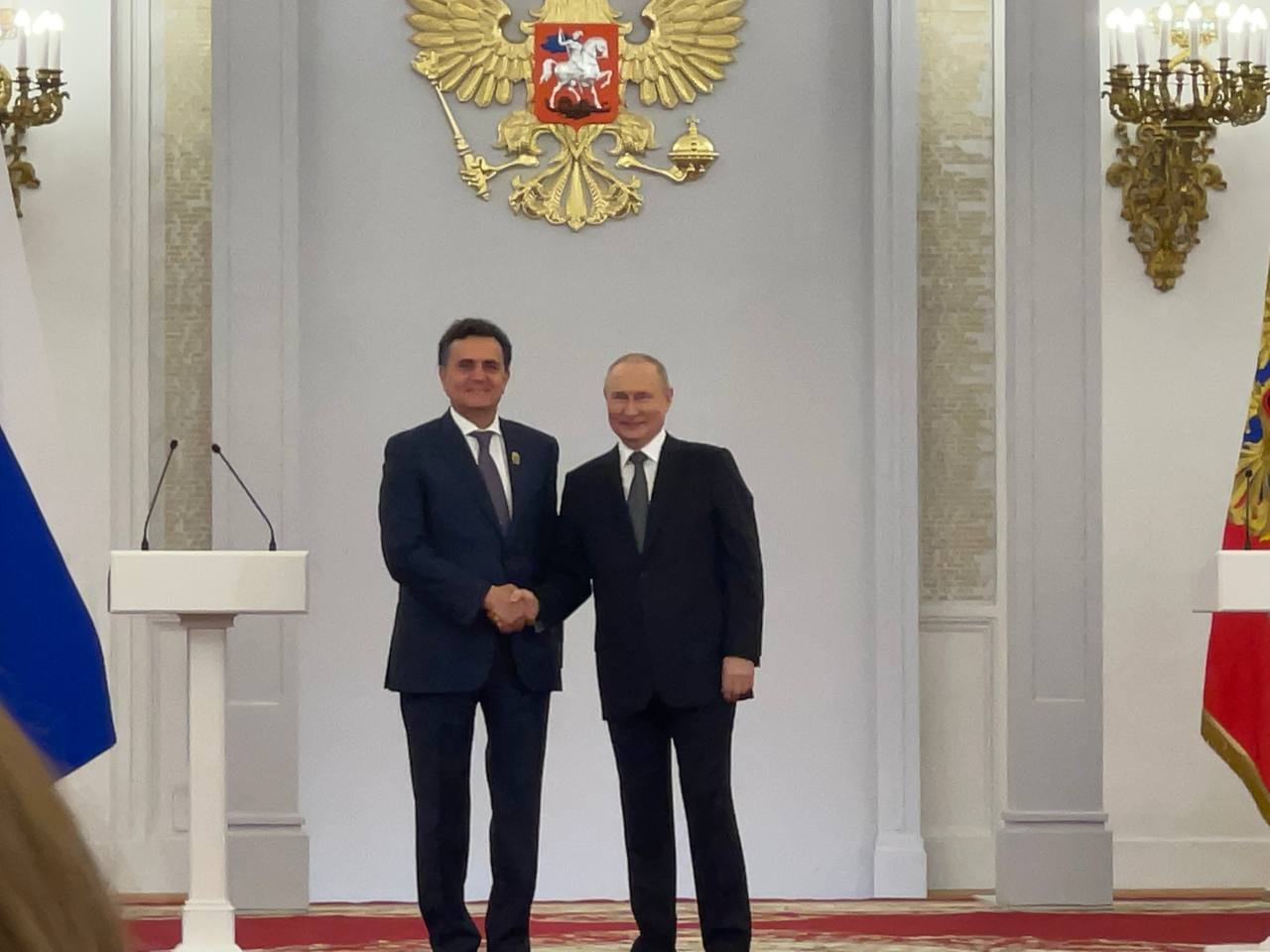
Иван Сократович Стилиди с Владимиром Владимировичем Путиным на торжественном вручении Государственной премии Российской Федерации в области науки и технологий 2021 года

12 июня 2022 года, в День России, президент Российской Федерации Владимир Владимирович Путин вручил Государственную Премию Главному Внештатному специалисту-онкологу Минздрава РФ, академику РАН, директору НМИЦ онкологии им. Н.Н. Блохина Ивану Стилиди. Также Премия была вручена заведующему отделом клинической эпидемиологии НИИ клинической онкологии НМИЦ онкологии им. Н.Н. Блохина, члену-корреспонденту РАН Давиду Заридзе.
Иван Стилиди и Давид Заридзе получили высокое признание за разработку и внедрение профилактических и клинических технологий, направленных на снижение заболеваемости и смертности населения, улучшение качества жизни больных и достижение значимого прогресса в демографической ситуации в России.
Огромный вклад в снижение смертности россиян внесли исследования ученых НМИЦ онкологии им. Н.Н. Блохина, в результате которых была доказана связь между потреблением алкоголя и повышением риска смерти от опухолей головы и шеи, а также рака печени. Масштабный многокомпонентный популяционный эпидемиологический проект стартовал в 1999 году в трех сибирских городах – Томске, Барнауле и Бийске, и завершился в 2017 году. Полученные результаты способствовали принятию «Концепции государственной политики по снижению масштабов злоупотребления алкоголем и профилактике алкоголизма среди населения Российской Федерации» на период до 2020 года и 2030. При обсуждении Концепции вице-премьер Татьяна Голикова сослалась на результаты исследования, как на важнейший аргумент в поддержку принятия Концепции. Внедрение в практику здравоохранения результатов этого популяционного эпидемиологического исследования привело к выраженному снижению смертности от всех причин, что сохранило жизнь 3,5 миллионов россиян. Смертность молодых мужчин (15-54 лет) снизилась в 2 раза, с 1000 до 450 на 100 000 населения за период с 2005 по 2012 год.
Также ученые НМИЦ онкологии им. Н. Н. Блохина доказали – отказ от курения после установленного диагноза «рак легкого» улучшает прогноз.
В НМИЦ онкологии им. Н.Н. Блохина впервые в мире было проведено масштабное клинико-эпидемиологическое когортное исследование, которое показало, что отказ от курения улучшает прогноз онкологического больного. Когорта включала 1240 больных раком легкого. Прослеживание когорты в течение в среднем 7 лет выявило, что больные, которые отказались от курения, живут почти на 2 года дольше, чем больные, которые продолжают курить.
Внедрение в практику рекомендаций по отказу от курения приведет к снижению на 30-35% смертности 60 000 больных раком легкого, ежегодно диагностируемых в России, и в итоге – к снижению смертности от рака.
Клинический раздел проекта включал разработку инновационных методов хирургического лечения онкологических больных. Прежде всего при раке желудка и пищевода. Доказана важная роль активной хирургической тактики для безрецидивной выживаемости больных забрюшинными липосаркомами. «Это инновационные методы хирургических вмешательств, – поясняет Иван Стилиди, – направленные на радикальное удаление опухоли в особо тяжелых случаях, при необходимости – с пластикой крупных кровеносных сосудов, а также органсохраняющие вмешательства, не нарушающие принципов радикализма. Эти методы позволяют повысить и продолжительность жизни пациента, и максимально сохранить ее качество».
Работа ученых и клиницистов НМИЦ онкологии им. Н.Н. Блохина во главе с Иваном Стилиди стала еще одним доказательством того, что упорный труд и научный поиск обязательно приведут к желаемому результату.